# Piramide romboidale
Il complesso piramidale meridionale di Snefru, più conosciuto con il generico nome di piramide romboidale, è l'insieme degli edifici funerari del sovrano, costruito a Dahshur (in arabo  دهشور ‎?, Dahshūr), e di estrema importanza nell'evoluzione architettonica egizia in quanto segna la transizione dei complessi funerari da quelli antichi con piramidi a gradoni ai successivi, caratterizzati da piramidi a struttura canonica.
I numerosi cartigli ritrovati ovunque attribuiscono con certezza l'edificazione a Snefru che dopo varie vicissitudini decise di costruirne un altro a nord nel medesimo sito ma il complesso meridionale, pur non avendo mai ospitato le spoglie mortali del sovrano resta il meglio conservato e quello nel quale è possibile identificare tutte le strutture.
Il sovrano aveva già a disposizione, come tomba, la piramide a gradoni di Meidum ma decise l'ulteriore costruzione di una seconda piramide a Dahshur che richiese una progettazione molto articolata realizzata anche con l'uso di moduli che consentirono di edificare con particolari modalità, tanto che persino il rivestimento esterno, collocato con una tecnica inusuale, venne asportato solo in minima parte per evitare crolli durante l'asporto.
Con l'edificazione dei complessi della IV dinastia venne cambiato l'orientamento che da nord-sud passò ad est-ovest per l'identificazione, nella vita ultraterrena, del sovrano con l'astro solare ed il suo eterno cammino.

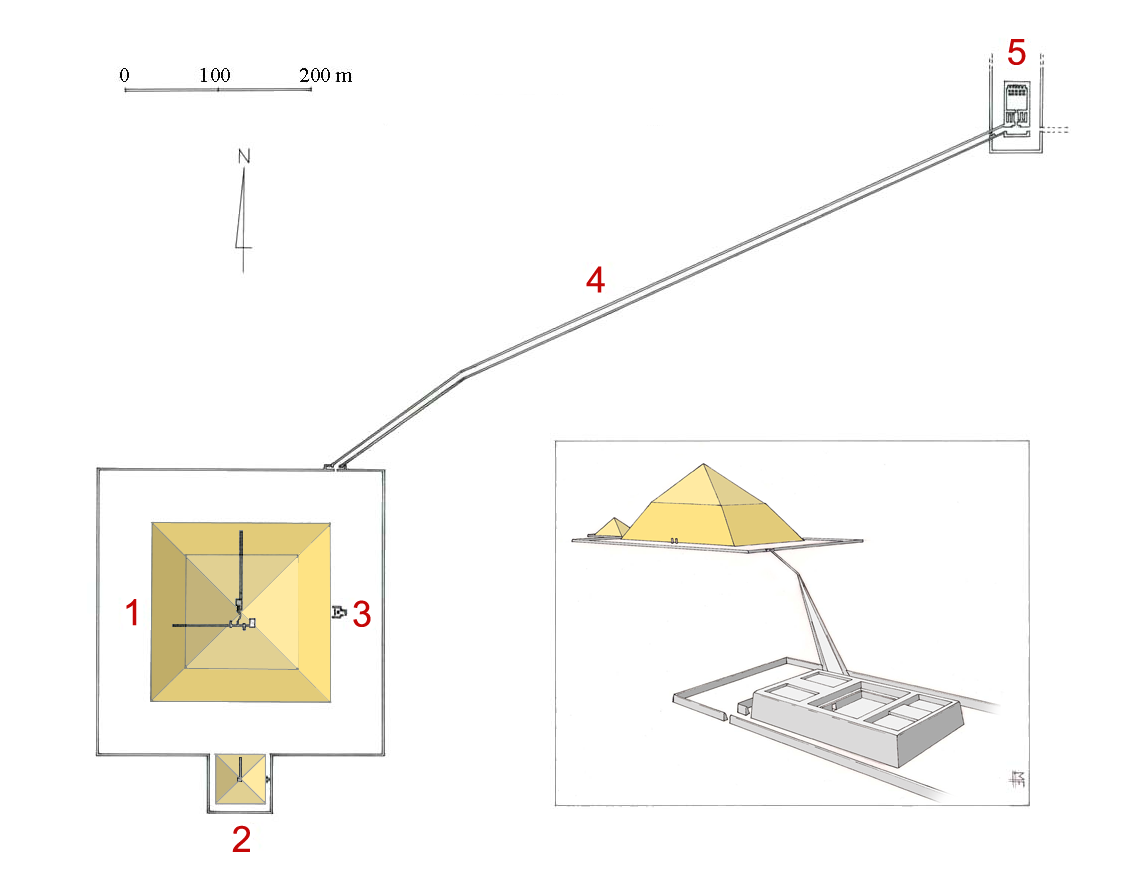
Legenda:
- piramide principale
- piramide satellite
- tempio funerario
- rampa processionale
- tempio a valle

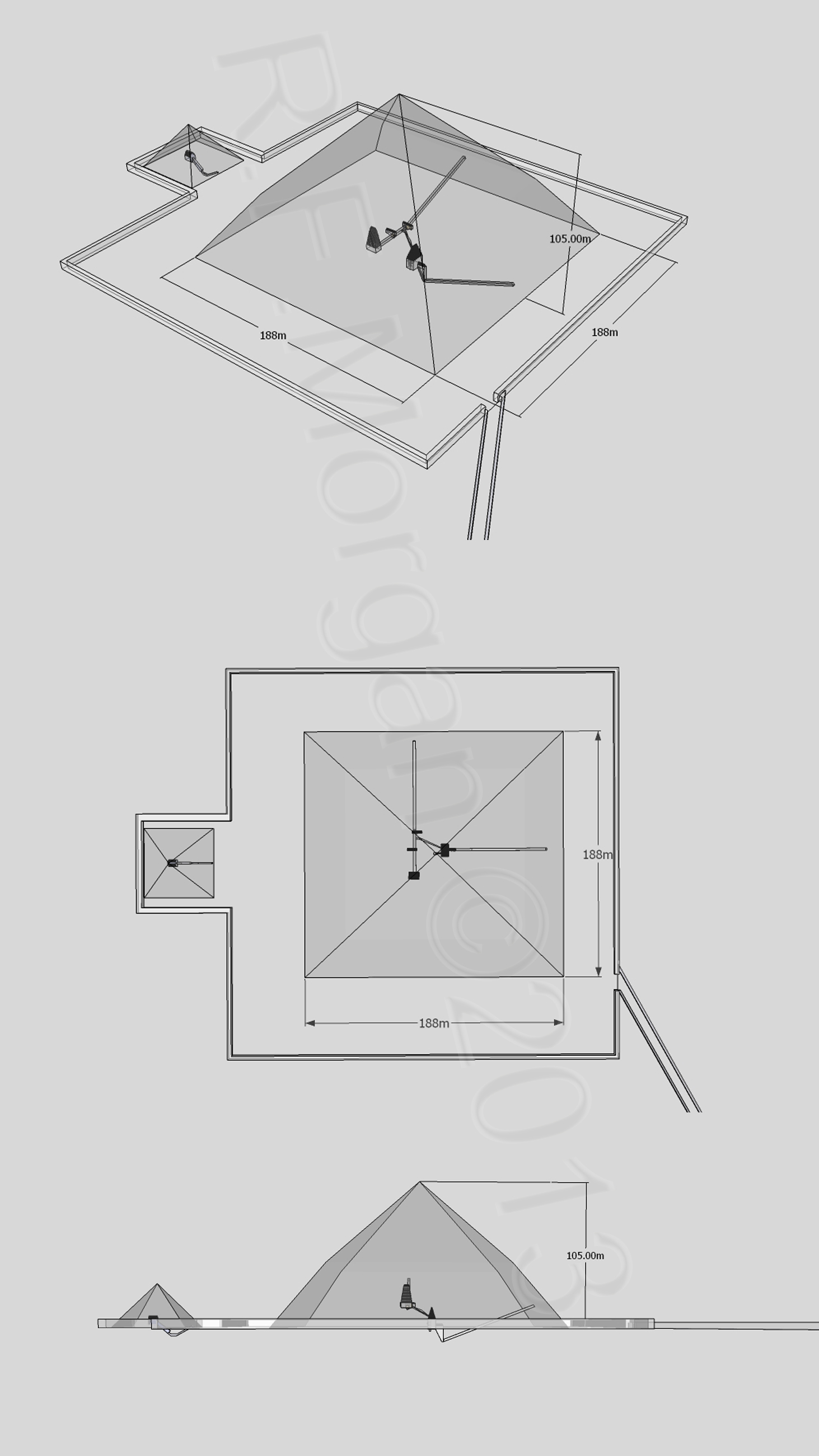
Isometria, pianta e prospetto della piramide

1. piramide principale
2. piramide satellite
3. tempio funerario
4. rampa processionale
5. tempio a valle

## Piramide principale
La piramide principale il cui antico nome era "Snefru del sud splende"
|                |     |     |     |
| \| \| \| \| \| |     |     |     |
|                |     |     |     |
| S29            | F35 | D21 | G43 |

| S29 | F35 | D21 | G43 |

|                |     |     |     |
| \| \| \| \| \| |     |     |     |
|                |     |     |     |
| S29            | F35 | D21 | G43 |

| S29 | F35 | D21 | G43 |

<snfrw> ḫˁ rswt

(la piramide) meridionale di Snefru splende
è oggi denominata piramide romboidale, "a doppia pendenza" oppure "ottusa" per la diversa inclinazione delle facce a metà altezza e copre una superficie di 183,50 m².

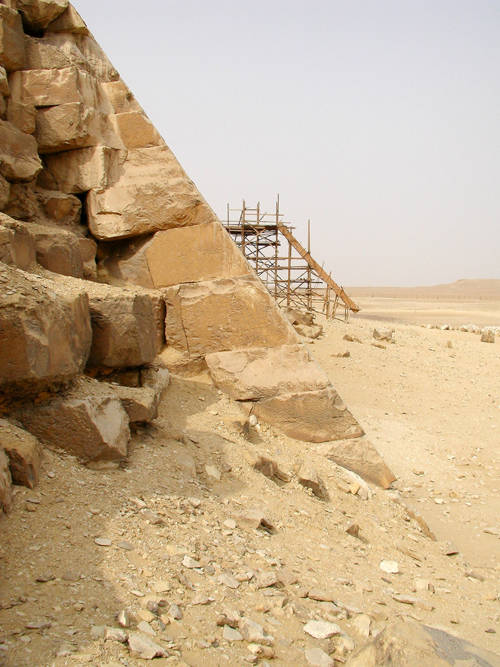
Particolare del rivestimento esterno

Le ipotesi per questa doppia pendenza sono tre:
- l'inclinazione di 54°46′ data inizialmente avrebbe portato ad edificare una piramide alta 133 metri, impresa praticamente impossibile e per evitare il collasso, a circa 49 metri d'altezza, gli architetti ridussero l'angolo di pendenza a 44° riducendo così l'altezza a 105 metri mentre nel progetto originario doveva raggiungere i 128,50 metri[1];
- secondo l'archeologo Borchardt la morte improvvisa di Snefru fece terminare più in fretta i lavori riducendo l'angolo di pendenza;
- per il doppio simbolismo della piramide, secondo Varille, confermato dalla presenza di due entrate una a nord ed una ad ovest e di due camere funerarie sembrando così un tentativo di unificare due sepolture in un unico edificio.

La più accreditata resta la prima ipotesi perché confermata dagli studi effettuati sulle problematiche che nacquero durante la costruzione della piramide.
Il primo errore fu la scelta del terreno troppo all'interno dell'altopiano, scelta che creò numerosi problemi al trasporto dei materiali e del vettovagliamento alle maestranze ed a questo bisogna aggiungere che era anche un tafl, ossia un terreno disomogeneo, cedevole ed anche non perfettamente livellato.
Poi i conci in pietra furono tagliati in notevolissime dimensioni e posti in opera né perfettamente combacianti né allineati per cui quasi subito comparvero i primi cedimenti del suolo con relativo assestamento di tutto l'edificio.
Con il prosieguo dei lavori aumentò ovviamente anche l'altezza e con essa la pressione non ugualmente distribuita, che creò numerose crepe nella struttura per la quale, dopo vari tentativi per dare stabilità, i costruttori optarono per un rivestimento con pietre posizionate in minore inclinazione, similmente ad una guaina.
Queste ultime invece aumentarono ancora di più la pressione interna che generò smottamenti veri e propri del nucleo piramidale e per evitare il disastro completo a 49 metri d'altezza circa fu cambiato l'angolo di pendenza degli spigoli terminando la piramide con altezza ridotta di almeno un terzo.
Il sovrano Snefru comunque non completamente soddisfatto del lavoro fece costruire un'altra piramide, che sarà detta Piramide rossa.
Nel 1950 nella Piramide rossa vennero scoperti i resti di un uomo di mezza età ma non furono rinvenute iscrizioni che permettessero di identificarli, alcuni ritengono che siano i resti stessi del sovrano Snefru, altri invece affermano che il sovrano sia stato sepolto nella piramide romboidale che è circondata da un complesso funerario più vasto.
In realtà, ad oggi, il luogo di sepoltura di Snefru resta ancora un mistero.
Relativamente alla terza ipotesi due studiosi italiani, Vito Maragioglio e Celeste Ambrogio Rinaldi esplorarono i sotterranei della piramide scoprendo un'altra piramide con struttura non stabile ed un'altra ancora che potrebbe essere la vera piramide originaria, entrambe di forma canonica ed inglobate in quella a doppia pendenza.

## Appartamento funerario inferiore

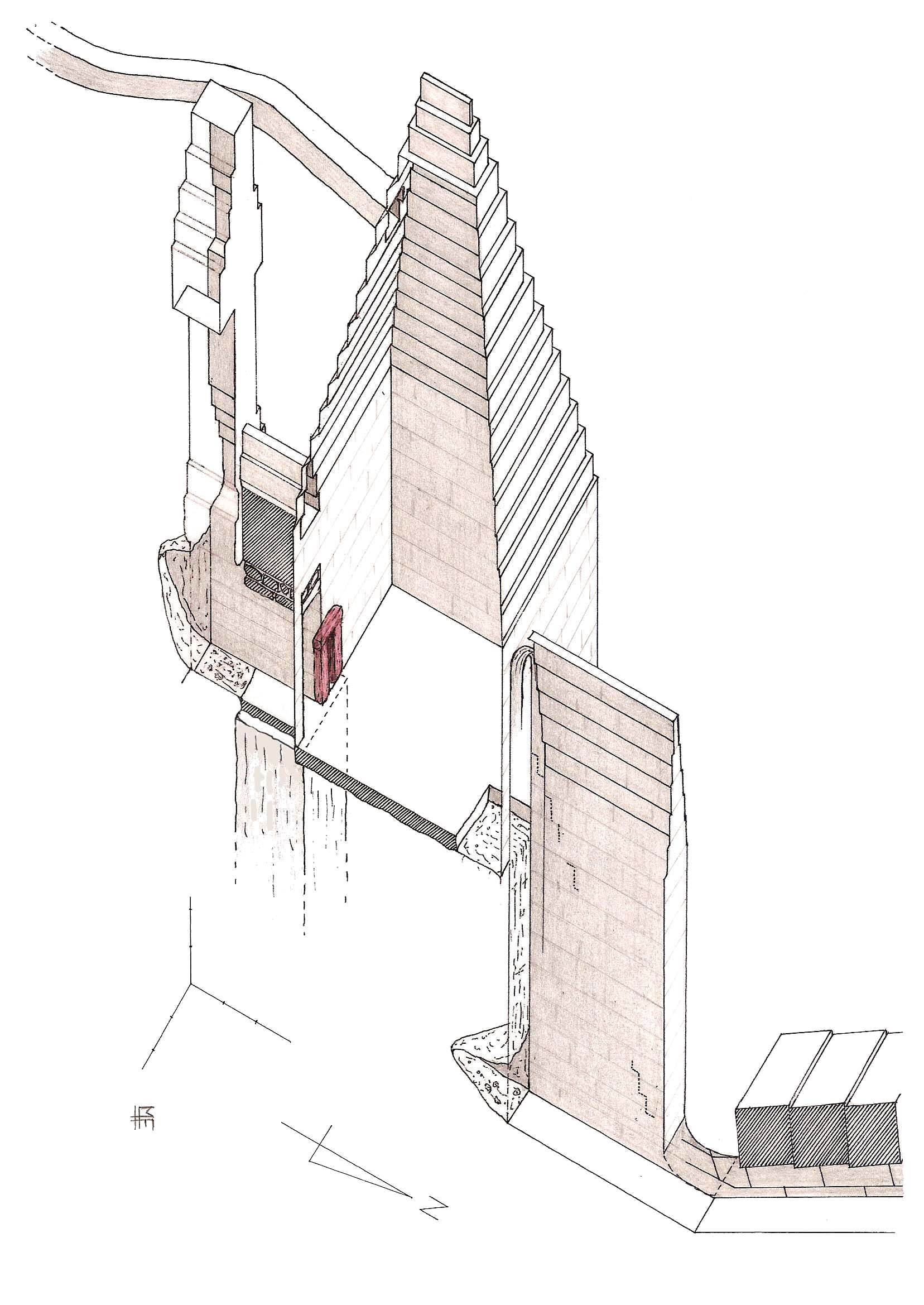
Planimetria dell'appartamento inferiore

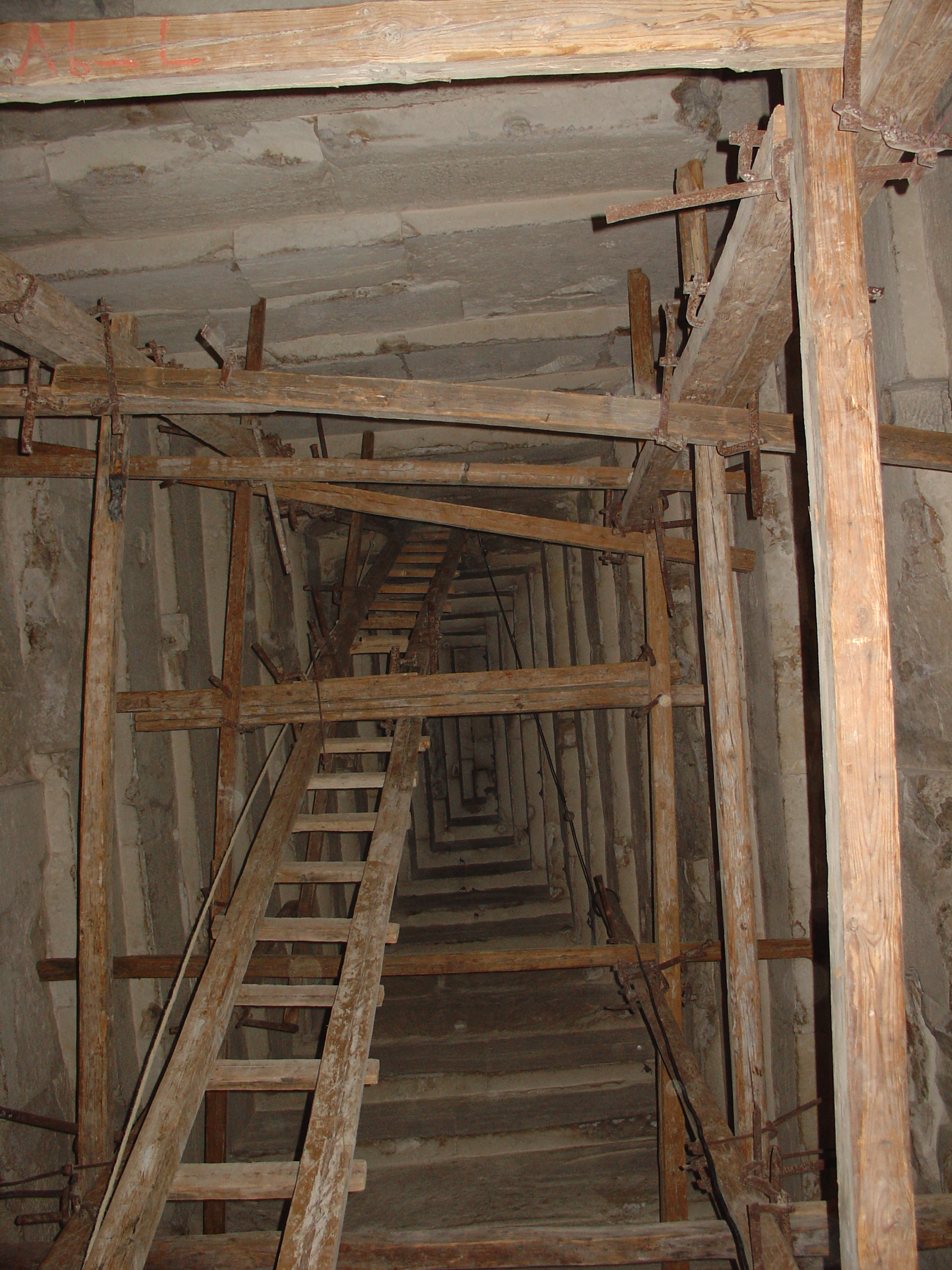
Scala interna per superare i dislivelli

La piramide presenta la particolarità di avere due appartamenti funerari, posti ad altezze diverse a cui si accede da due ingressi diversi.
L'ingresso dell'appartamento inferiore orientato a nord, fu riaperto nel 1925 da G. Jéquier. Si presenta con varco a circa 12 metri dal suolo, attraverso il quale si accede alla discenderia quadrata di circa 1 metro di lato, lunga circa 79 metri e terminante a 23 metri nel sottosuolo.
Al termine vi è un'anticamera non rifinita, alta circa 12 metri che presenta l'apertura per accedere alla camera sepolcrale a circa sei metri dal pavimento non lastricato.
La camera sepolcrale presenta un'altezza di 17,30 metri è accuratamente rifinita nella lavorazione e risulta composta da una cripta e da un vano chiamato "il camino", alto 14 metri e di ignoto significato.
Nella cripta, con pareti aggettanti e 15 corsi distanziati da vari centimetri, vi è, all'altezza del decimo aggetto a 12 metri dal pavimento, il cunicolo di comunicazione con l'appartamento funerario superiore.

## Cunicolo di comunicazione
Collega i due appartamenti funerari, non è rifinito e copre una distanza di circa 18 metri e con un dislivello di 5.

## Appartamento superiore

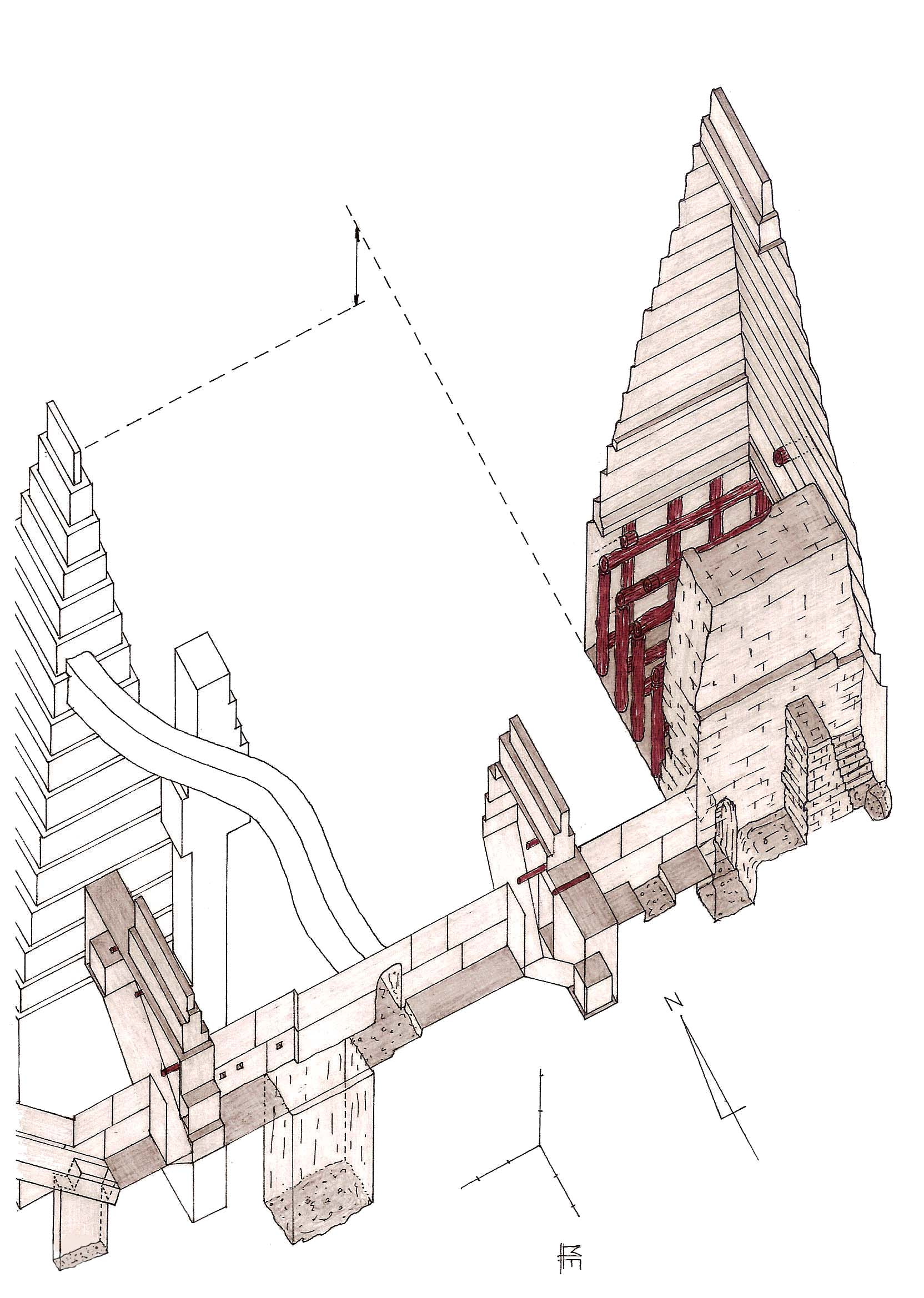
Planimetria appartamento superiore

Questo appartamento che non risulta completato, presenta per la prima volta in una piramide due saracinesche.
L'ingresso, liberato dalle macerie dall'archeologo egiziano Ahmed Fakry solo nel 1951, è posto sulla facciata ovest a 33 metri dal suolo e dà accesso ad un corridoio discendente lungo 67 metri e, come l'altro ingresso, con un'inclinazione di 26° circa, secondo Perring al termine del quale vi è un tratto orizzontale di circa 20 metri provvisto di due saracinesche ed in cui sbocca il cunicolo di comunicazione proveniente dall'appartamento inferiore.
La camera sepolcrale è costituita dalla sola cripta e a differenza dell'altra, sembra non essere stata né terminata né utilizzata. Unica particolarità è che era occupata da una sorta di grande catafalco in pietra recante i cartigli di Snefru e numerose travi in legno di cedro dall'uso sconosciuto. Queste travi testimoniano la spedizione fatta da Snefru nel Libano per l'approvvigionamento di legno così come scritto nella Pietra di Palermo.

## Peribolo
Del cortile perimetrale residuano solo tracce e pezzi di calcare del muro di cinta ma si è potuto ricostruirne la forma quadrata con circa 299 metri di lato. Sul lato sud, vi è la piramide satellite con il luogo di culto.

## Piramide satellite
La piramide satellite, edificata a sud della piramide principale fu inventariata da Lepsius come LVII ed è ancora oggi in ottimo stato di conservazione anche se si può accedere all'interno solo per un breve tratto a causa dell'insabbiamento. Venne esplorata nel 1946 da Abdel Salam Hussein che vi trovò solo frammenti di vasi e nessuna sepoltura.

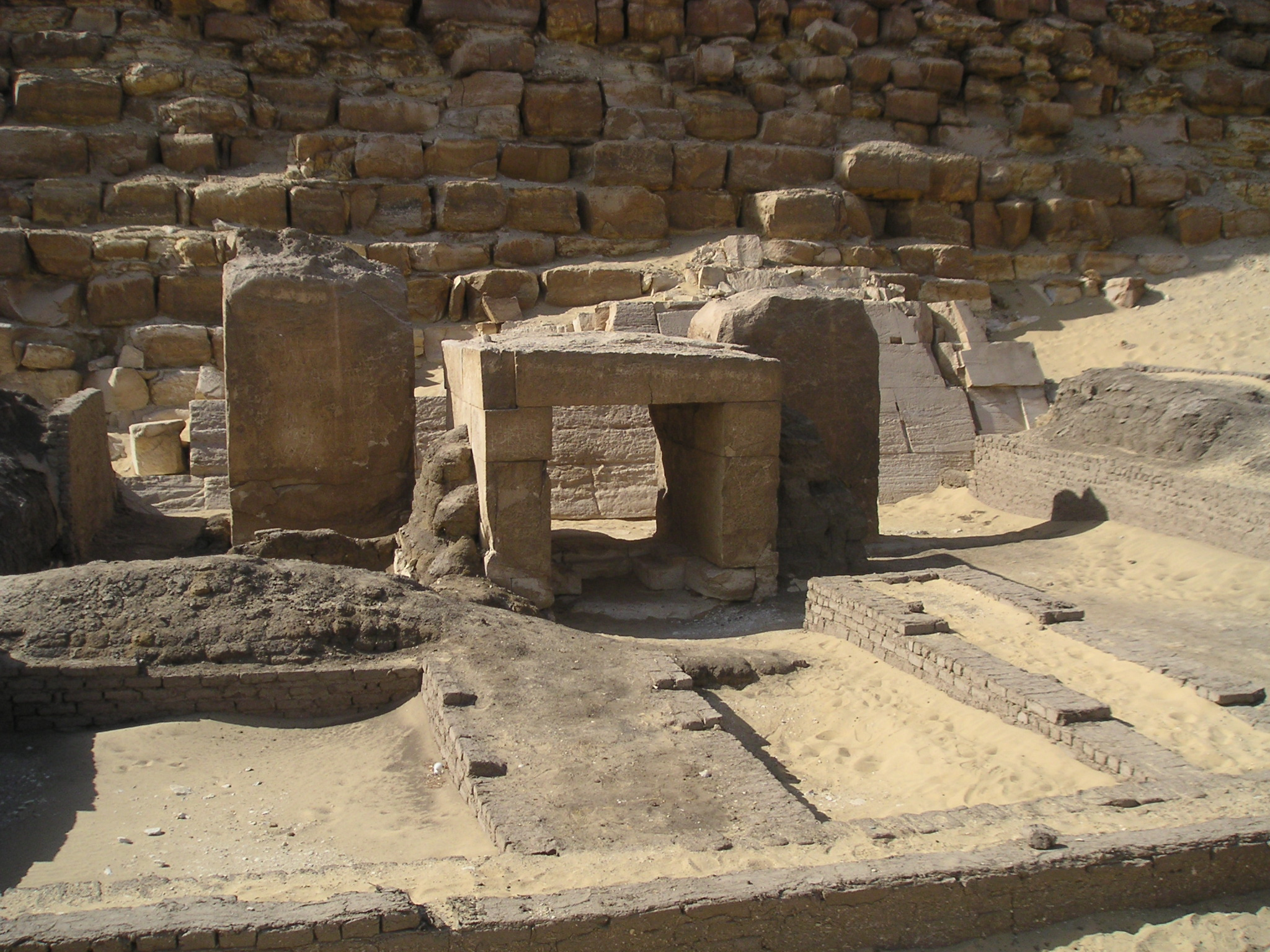
Tempio funerario e stele

Il rivestimento è in calcare bianco come la piramide principale, poggia su uno zoccolo e molti dei conci recano sia il nome di Snefru sia il grafema hw indicante l'antico nome della piramide.

## Luogo di culto a nord
Il luogo di culto a nord era costituito da una cappella di cui oggi si trovano solo pochi resti ma dai quali è possibile risalire alle misure che erano di circa 10,60 per 3,40 ma non all'ubicazione dell'ingresso.
L'area era pavimentata e l'edificio risulta diviso in due parti composte da un cortile fornito di altare in pietra per le offerte votive chiamato hotep e da un vano quadrato.

## Tempio funerario
Il tempio funerario edificato ad oriente in mattoni crudi ci è pervenuto in buone condizioni essendo stato probabilmente ristrutturato in epoche antiche.
Era costituito in origine da due stele alte almeno 9 metri e poggianti su basamento mentre oggi residuano per un'altezza di circa 1,80. Sono in calcare decorato con la titolatura di Snefru racchiusa nel serekht con anteriormente una tavola in alabastro per le offerte come nel luogo di culto ad est della piramide satellite.
Successivamente furono edificati dei muri in mattoni che formarono un edificio quadrato di metri 14 per lato aderente alla faccia orientale della piramide, articolato e suddiviso in vari locali.

## Rampa processionale

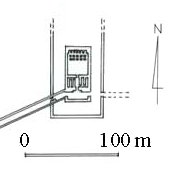
Planimetria del tempio a valle di Snefru

La rampa processionale fu riportata alla luce da Gustave Jéquier nel 1925, ha origine a sud, segue la conformazione del suolo, è lunga circa 700 metri e larga 7 metri.
Presenta verso la fine sia un vestibolo composto di due locali sia i fori di battenti che la chiudevano.

## Tempio a valle
Il tempio a valle riportato alla luce da Fakhry il 16 ottobre 1952 risulta essere il prototipo di quelli che saranno edificati in seguito e dal quale inizia la rampa processionale.
L'edificio rettangolare è edificato in calcare bianco con un grande peribolo di 51,5 per 85 nel quale sono state ritrovate nella parte sud due stele con incisa la commemorazione del trentesimo anno di regno di Snefru.
Il tempio, di circa 47 per 26 metri, presenta muri perimetrali di circa 2,60 metri è riccamente decorato con bassorilievi rappresentanti i possedimenti del sovrano dell'Alto e Basso Egitto raffigurati come donne che in processione recano doni e può essere suddiviso in un cortile ed in una costruzione comprendente magazzini, cortile e zona di culto vera e propria.
I muri sono riccamente decorati con bassorilievi ed anche i pilastri avevano scolpite scene rappresentanti il sovrano nell'atto di compiere la cerimonia Heb-Sed e la fondazione del tempio assistito da varie divinità.
A nord, vi sono i resti di sei cappelle chiuse da battenti e provviste di vestibolo che contenevano sei immagini monolitiche del sovrano in differenti pose e con diversi abiti, in altorilievo sulla parete, tre delle quali sono giunte fino ai giorni nostri.
Il significato delle sei cappelle è da ricercarsi negli antichi culti di sei componenti dell'essere: khet, ren, shut, ka, ba e akh. Il ritrovamento di stele, altari e ceramiche tutti di produzione antecedente al Medio Regno lasciano ragionevolmente dedurre che il tempio fu distrutto durante la XVIII dinastia egizia.

## Galleria d'immagini

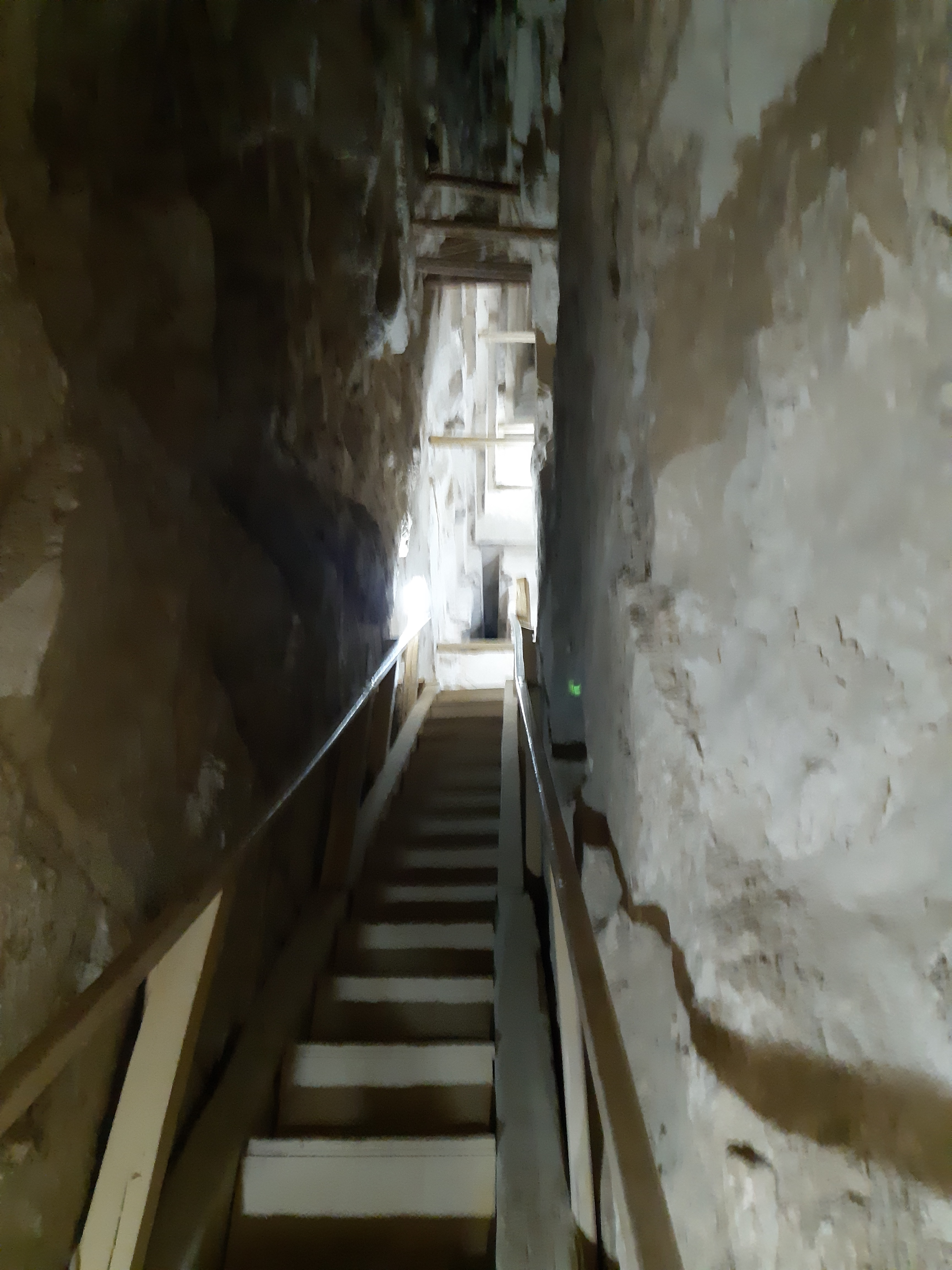
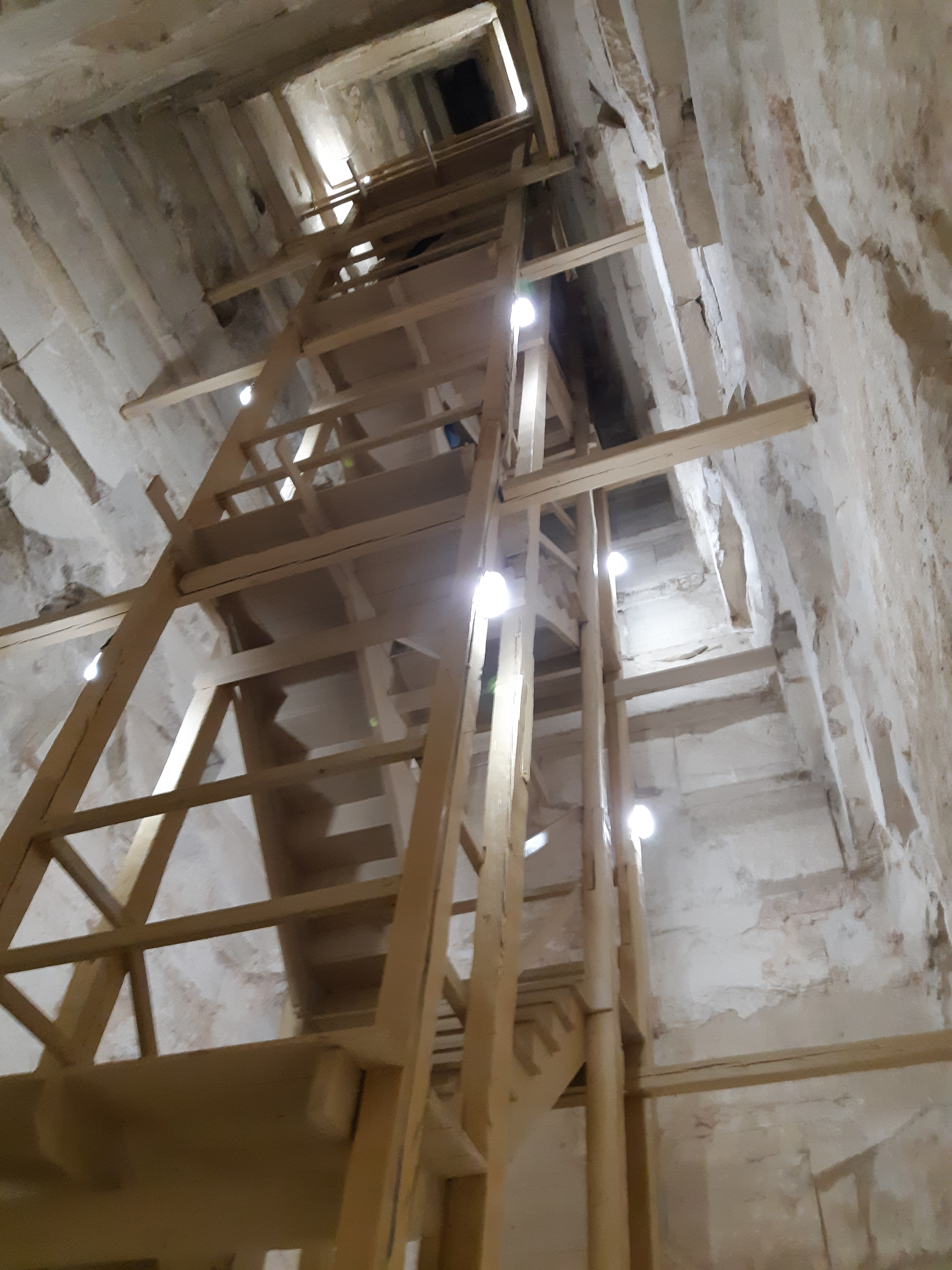
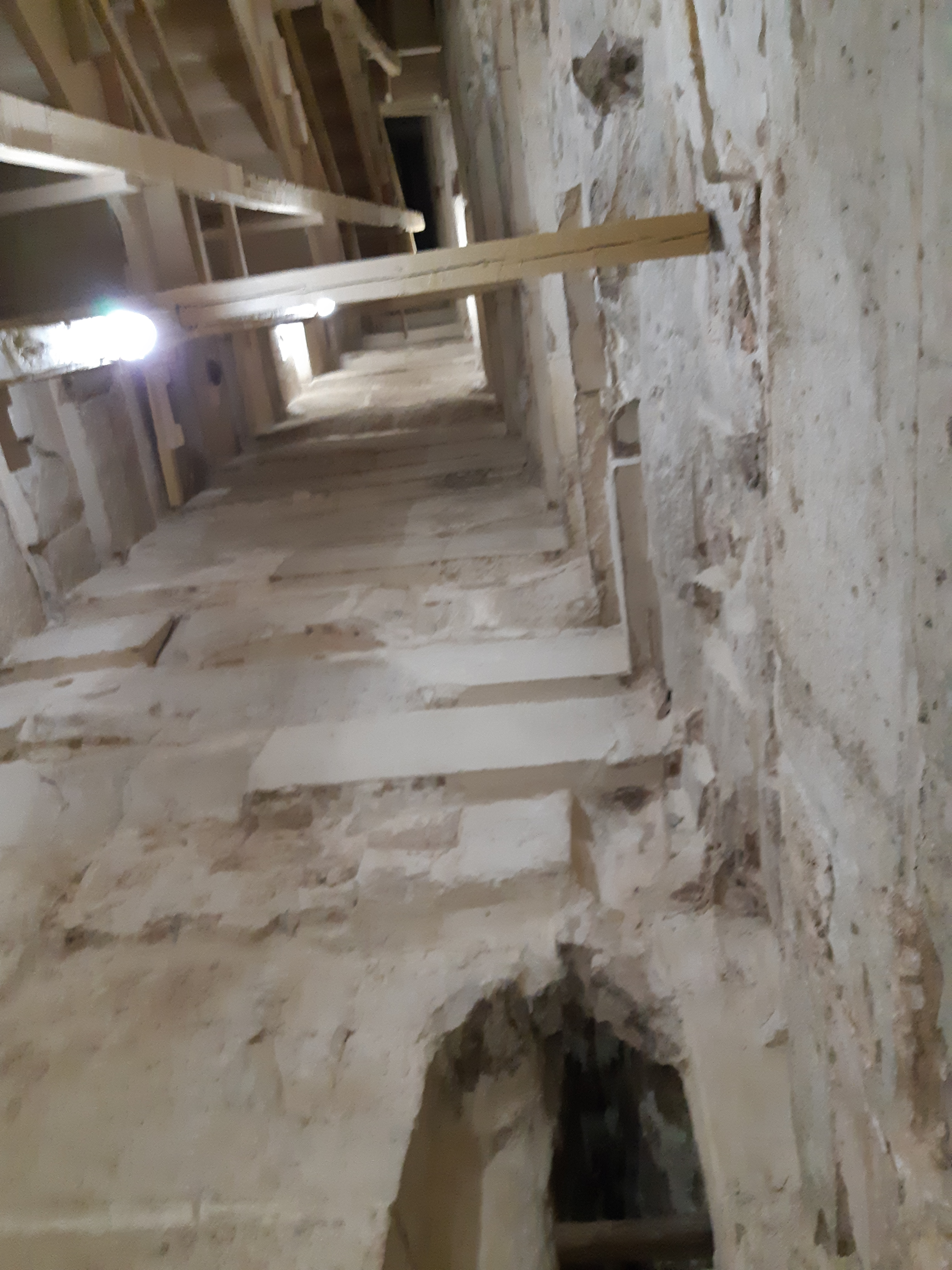
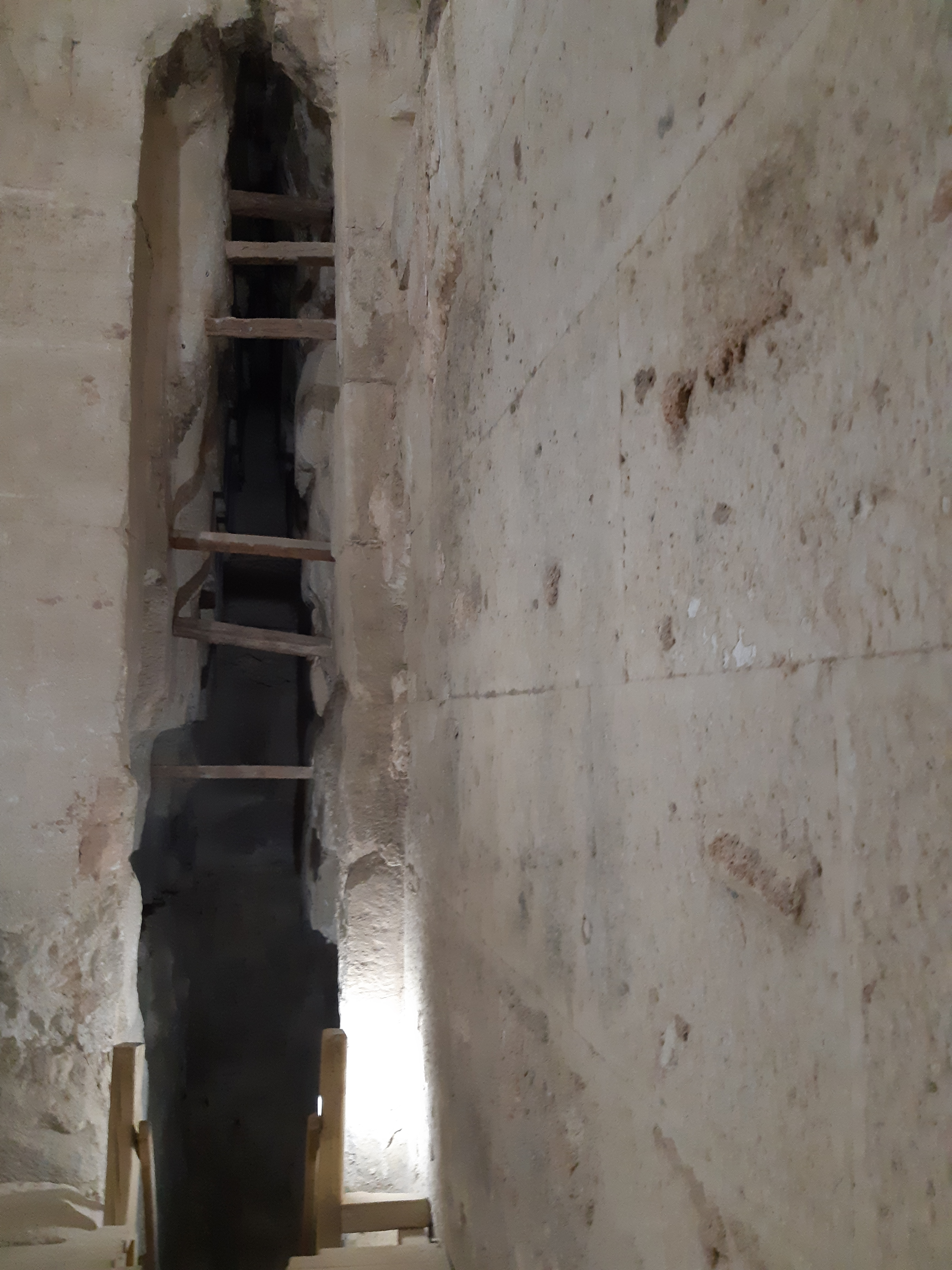
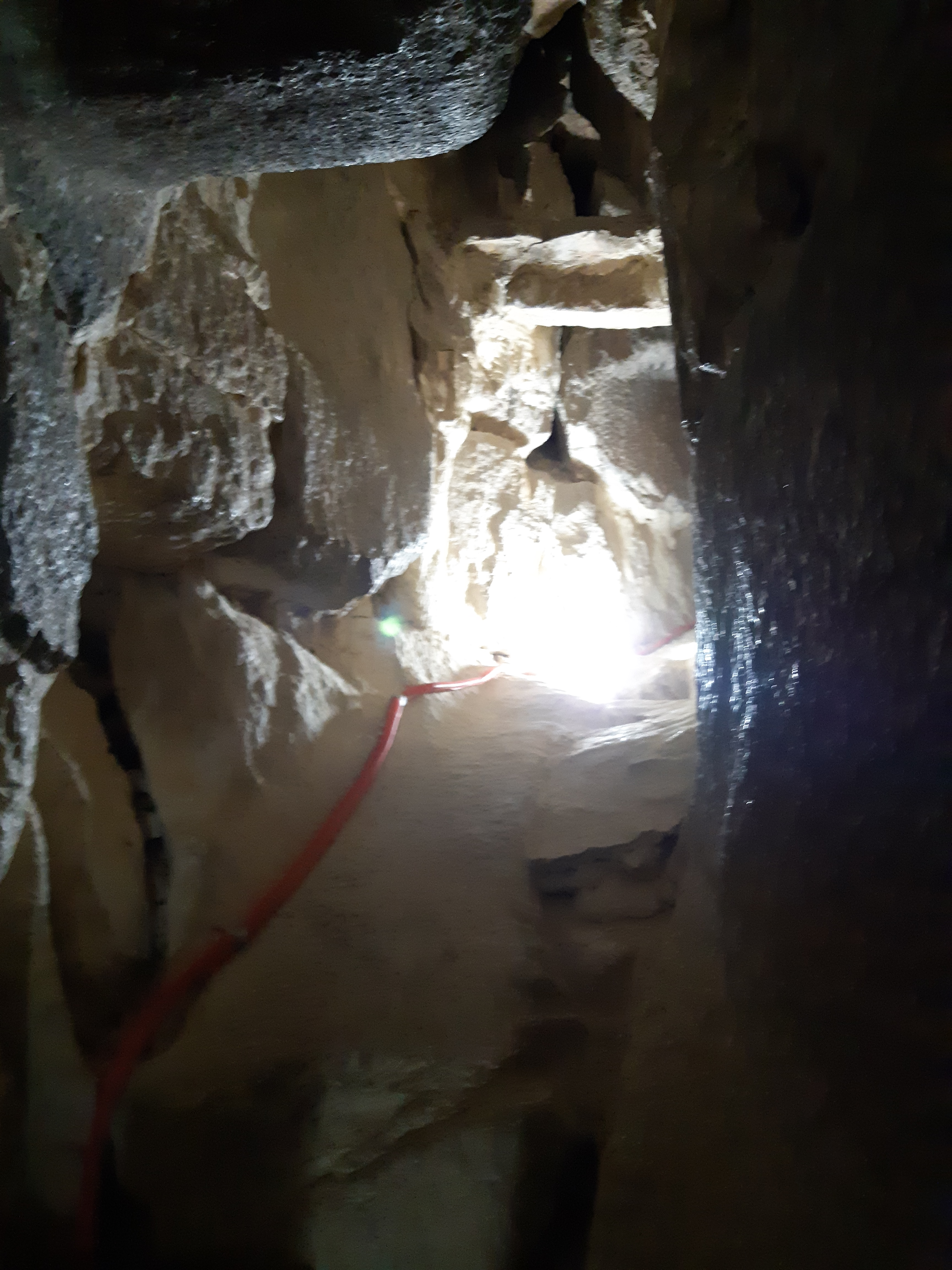
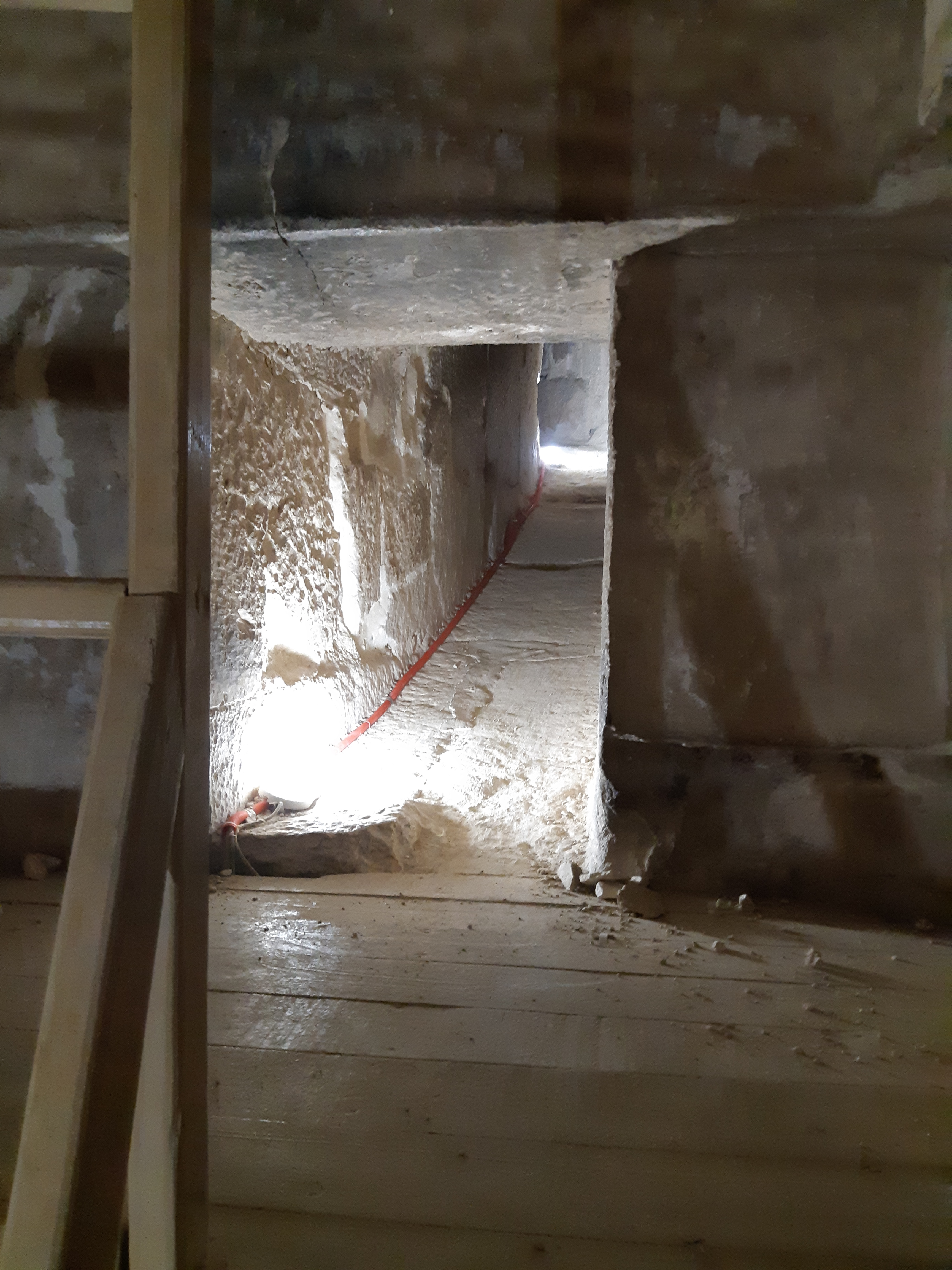
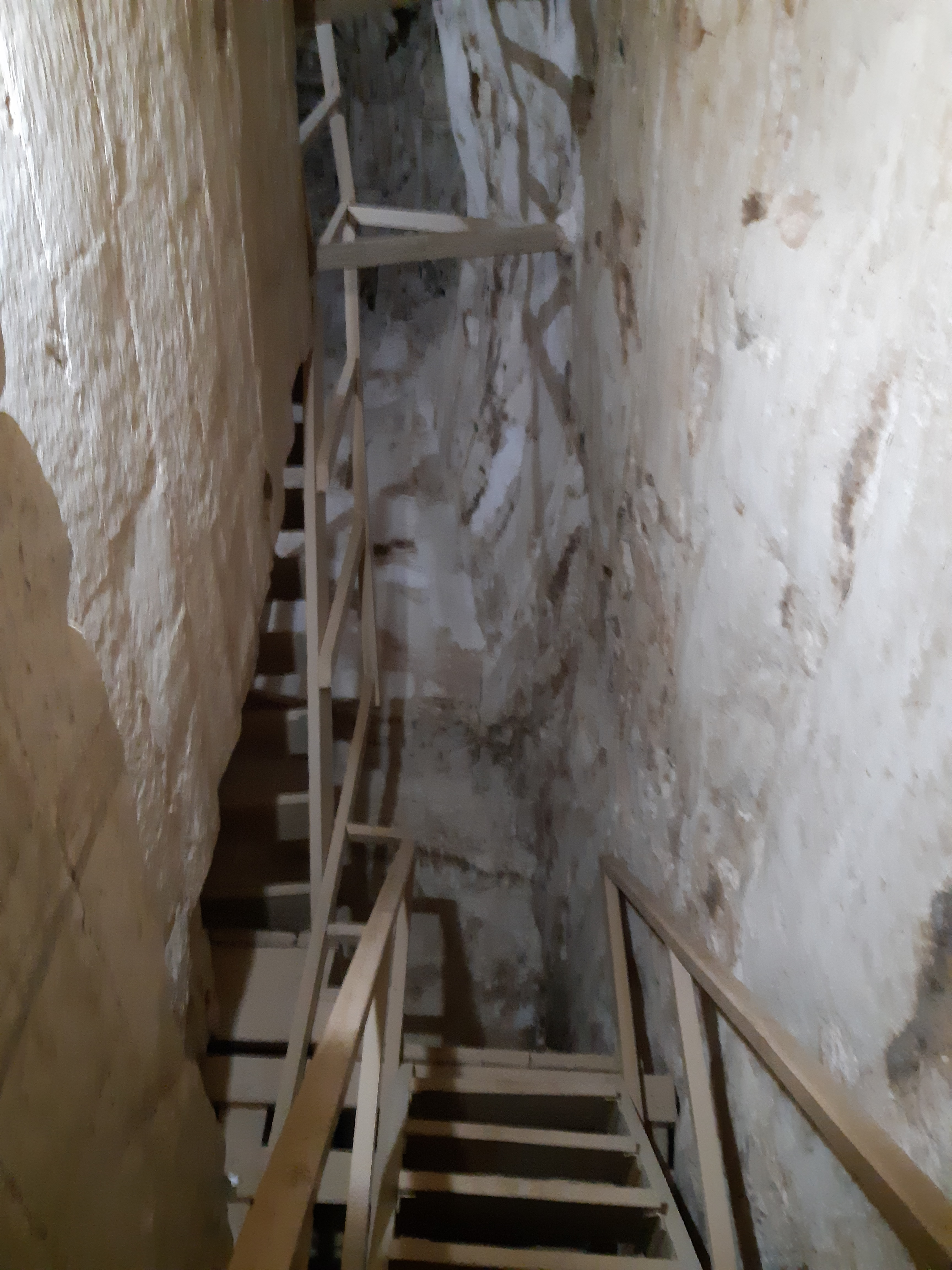
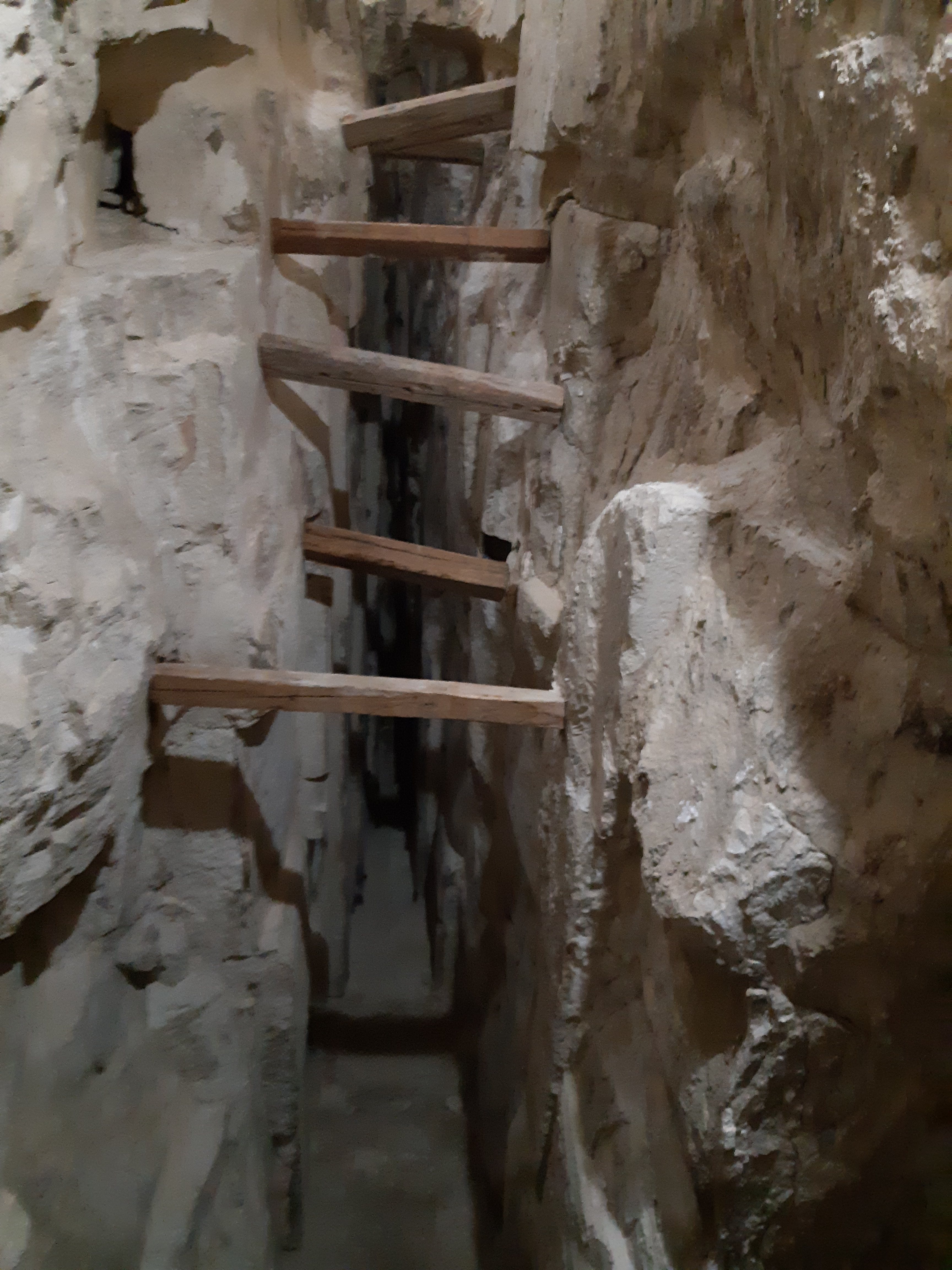